# Luca (2007)
Luca é um filme argentino de 2007, dirigido por Rodrigo Espina, que conta a história do ícone do rock argentino Luca Prodan.

## Sinopse
Documentário conta a história de Luca Prodan, um jovem italiano educado nos melhores colégios da Grã-Bretanha, possuído pelo frenesi do punk rock londrino no final dos anos 70 e vítima da heroína. Na Argentina, antes da Guerra das Malvinas, formou "Sumo", a banda de rock que transformou três gerações e ainda hoje continua sendo um ponto de referência inevitável na música sul-americana.

## Prêmios
- O filme foi o vencedor do Festival Internacional de Cinema Documentário Musical de Santiago INEDIT 2007.[3]